# Otto Samhaber
Otto Samhaber (* 20. Juli 1869 in Aschaffenburg; † nach 1922) war ein deutscher Fotograf.

## Leben
Otto Franz Samhaber war ein Sohn des Fotografen Joseph Samhaber und dessen Ehefrau Anna Aloisa Eleonore, geb. Stenger. Er hatte einen Halbbruder aus der ersten Ehe seines Vaters, Constantin Samhaber, und mehrere Vollgeschwister, darunter Franz Samhaber. Otto Samhaber war als Fotograf in Zweibrücken tätig; zuvor hatte er offenbar im Atelier A. Hennemann & O. Samhaber in Göppingen gearbeitet. Otto Samhaber heiratete Elisabetha Hennemann.
Er wurde in Nizza ausgezeichnet und war königlich bayerischer Hoffotograf. Sein Atelier in Zweibrücken befand sich in der Schillerstraße 14. Samhaber ist als Fotograf bis 1922 nachgewiesen.

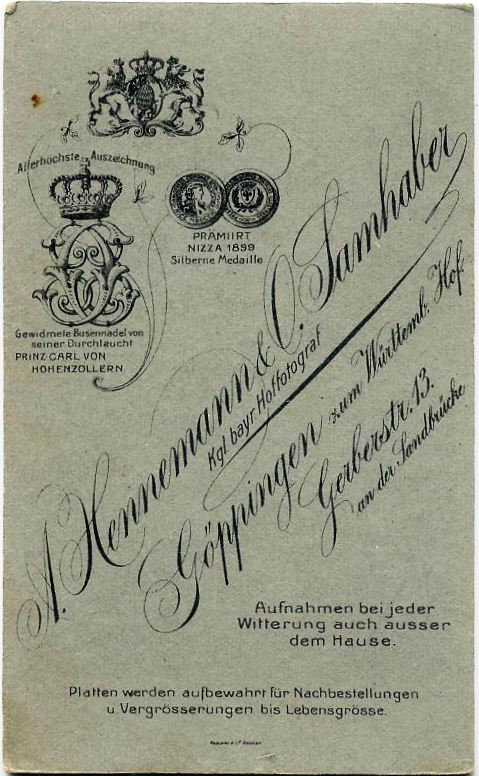
Rückseite einer Fotografie aus Samhabers Zeit in Göppingen